# Schiffergesellschaft
Schiffergesellschaft er en restaurant i Lübeck, Tyskland. Den blev grundlagt i 1401 som en sømandsforening, der havde til huse bygning opført i teglstensgotik i Breite Straße.